# Vodacom
Vodacom Group Limited – operator telefonii komórkowej działający w Republice Południowej Afryki. Vodacom to pierwszy operator, który rozpoczął działanie w RPA i jak dotąd z 16 milionami klientów dominuje na rynku, obok konkurentów z branży takich jak Mobile Telephone Networks (MTN) i Cell C. Operator jest również pierwszą firmą w regionie, która wprowadziła do swoich usług generację 3G oraz UMTS. Zapowiedziane zostało także wprowadzenie HSDPA, czyli kolejnej generacji telefonii komórkowej.
Vodacom jest częścią Vodafone – globalnego operatora, uważanego za największego na świecie.
Vodacom świadczy usługi GSM w Południowej Afryce, Tanzanii, Lesotho, Mozambiku oraz w Demokratycznej Republice Kongo. Sygnał sieci dochodzi na Kilimandżaro, co jest najwyższym punktem na Ziemi z zasięgiem GSM.

## Udziałowcy
Spółka została założona w 1993 jako joint venture między:
- Telkom South Africa Ltd (50%)
- Vodafone Group Plc (35%)
- VenFin Ltd (15%)

W listopadzie 2005, Vodafone zgodził się na nabycie VenFin Ltd za około 16 miliardów Randów (około 2 miliardy Euro). Da to Vodafone udział 50%. Zgodnie z praktyką Vodafone, można przypuszczać, że firma zostanie poddana rebrandingowi po zakończeniu transakcji.
Firma sponsoruje kilka drużyn sportowych oraz generalnie udziela się w branży sportowej (m.in. posiada kilka stadionów)